# Silvestro Lega
Pour les articles homonymes, voir Lega.

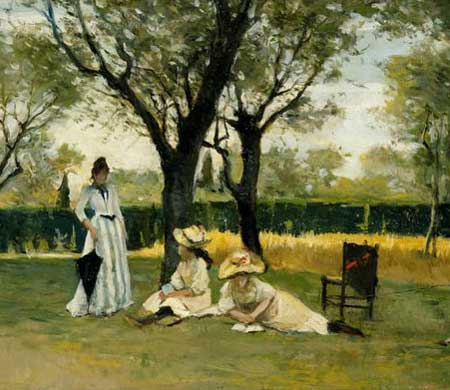
À la villa de Poggio Piano

Silvestro Lega (Modigliana, 8 décembre 1826 – Florence, 21 septembre 1895) est un peintre italien du mouvement des Macchiaioli au XIXe siècle.
Lega est un des plus importants représentants de ce mouvement artistique avec Giovanni Fattori et Telemaco Signorini, qui gardera certains principes de sa formation puriste et s'imposera la prédominance de la figure sur le paysage.

## Œuvres
- Il sacro cuore di Gesù, huile sur toile, Tredozio, Forlì, Chiesa della Compagnia e Oratorio della Beata Vergine delle Grazie
- La casa di don Giovanni Verità, 1855, huile, 37 cm × 28, Livourne, Museo civico Giovanni Fattori
- Episodio della guerra del 1859 - Ritorno di bersaglieri italiani da una ricognizione, 1861, huile sur toile, 57,5 cm × 95, Firenze, Galleria d'Arte Moderna di Palazzo Pitti
- Ritratto di Giuseppe Garibaldi, 1861, huile sur toile, 111 cm × 78,4, Museo Civico Modigliana
- Épisode de la guerre de 1859. Retour des Bersaglieri italiens d'une reconnaissance, 1861, Galerie d'Art moderne (Florence)[2]
- Tra i fiori del giardino, 1862, huile sur toile, 49 cm × 59, collection privée
- Il primo dolore, 1863, huile sur toile, 39,5 cm × 50, Gênes, Palazzo della Provincia
- L’educazione al lavoro, 1863, huile sur toile, 87 cm × 65, Montecatini Terme, collection privée
- L’elemosina, 1864, huile sur toile, 71,8 cm × 124, collection privée
- La nonna, 1865, huile sur toile, 59 cm × 70, collection privée
- Due bambine che fanno le signore - Divertimento infantile, 1865, huile sur toile, 57,5 cm × 94, collection privée
- Le chant d'un stornello, 1867, Galerie d'Art moderne (Florence)[2]
- Un dopo pranzo, 1868, huile sur toile, 75 cm × 93,5, Milan, Pinacoteca di Brera
- La visita, 1868, huile sur toile applicata su tavola, 31 cm × 60, Rome, Galerie nationale d'art moderne
- I fidanzati, 1869, huile sur toile, 33,5 cm × 77, Milan, Museo della Scienza e della Tecnologia Leonardo da Vinci
- La lettura, olio su cartoncino applicato su tavola, Bari, Pinacoteca Provinciale
- Donna con edera, huile, Genova Nervi, Raccolte Frugone
- La Visite chez la nourrice, 1872-1873, Galerie d'Art moderne (Florence)[2]
- Una madre, 1884, huile sur toile, 191 cm × 124, collection privée
- Gabbrigiana in piedi, 1888, huile sur toile, 140 cm × 86, collection privée
- Pagliai al sole, huile , 28 cm × 38, ca 1890, Piacenza, Galleria Ricci Oddi
- Il rammendo, huile , 31 cm × 18,5, ca 1884, collection privée
- Maison de paysan et meules de foin, vers 1885, Collection G. Jucket, Milan[3]
- La Signora Titta Elisa Guidacci, 1887, Collection G. Jucket, Milan[3]